# Sam Parsons (Leichtathlet)
George Samuel „Sam“ Parsons (* 18. Juni 1994 in Wilmington, Delaware) ist ein US-amerikanisch-deutscher Leichtathlet, der sich auf Mittel-, Langstrecken- und Straßenläufe spezialisiert hat.

## Berufsweg
Parsons besuchte von 2009 bis 2012 die Tatnall School im Wilmingtoner Vorort Greenville im US-Bundesstaat Delaware und studierte Betriebswirtschaft mit Schwerpunkt Marketing von 2012 bis 2017 an der North Carolina State University, die er mit einem Bachelor of Business Administration (BBA) Marketing Senior abschloss. Seitdem ist er Profisportler.

## Sportliche Karriere
Sam Parsons spielte in seiner Jugend hauptsächlich Fußball, schwamm zur Verbesserung seiner Ausdauer und wurde von seinem Fußballtrainer dann als zusätzlichen Trainingsreiz zu seinem ersten Crosslauf geschickt. Das Laufen gefiel ihm sehr viel mehr als Fußballspielen, Parsons begann das systematische Lauftraining an der Tatnall School und stellte, 17-jährig, 2012 im Trikot seiner High School über 2 Meilen (3218,6 Meter) in 9:00,61 Minuten einen Bundesstaatrekord seiner Altersklasse auf.
An der North Carolina State University brachte ihn sein Talent ins College-Team, welches er ab 2014 drei Jahre lang als Captain anführte. In seinem letzten Rennen als Student über 10.000 Meter im Juni 2017 in Eugene (Oregon) erreichte Parsons mit Rang 15 nicht nur seine beste Platzierung bei US-Collegemeisterschaften, es ging für ihn auch die Laufkarriere gefühlt zu Ende, denn so beachtlich seine Leistungen im College auch waren, für einen Ausrüstervertrag reichte es zunächst nicht, zumal er auch kein Team mehr repräsentierte. Parsons nahm sich eine Auszeit vom Laufen und unternahm eine mehrmonatige Europareise zur Selbstfindung, die ihn zum Laufen zurückbrachte. Zurück in den USA konnte er einen Sponsor überzeugen, ihn unter Vertrag zu nehmen und sich dem Tinman Elite Team von Trainer Tom Schwartz in Boulder im US-Bundesstaat Colorado anschließen. Eines der Gruppenziele war es, zehn Läufer bei den Olympischen Spielen 2020 in Tokio zu stellen.
2018 gelang Parsons als Profiläufer innerhalb eines Jahres ein Leistungssprung: Die 1500 Meter lief er erstmals unter 3:40 Minuten, die 3000 Meter unter acht Minuten, und über 5000 Meter steigerte er sich auf 13:29,53 Minuten. Nachdem Parsons sein selbst gesetztes Ziel von 13:15 Minuten über 5000 Meter beim Leichtathletik-Meeting in Heusden-Zolder (Belgien) nicht erreicht hatte, erklärte er enttäuscht seine Saison für beendet und fuhr wieder zu seinem deutschen Teil der Familie, wo er gefragt wurde, warum er nicht für Deutschland starte.
2019 wurde Parsons in seinem ersten Rennen im Trikot eines DLV-Vereins in 7:53,71 Minuten Deutscher Hallenmeister über 3000 Meter und kam über die gleiche Distanz beim ersten Einsatz im deutschen Nationaldress bei den Halleneuropameisterschaften in Glasgow auf den 12. Platz. Über 5000 Meter wurde er Deutscher Vizemeister und schied bei den Weltmeisterschaften in Doha in der Qualifikation aus. Zuvor hatte Parsons beim Meilen-Rennen New Balance Fifth Avenue Mile in New York City mit persönlicher Bestzeit von 3:55,00 Minuten als Zehnter das Ziel erreicht. Damit hatte er in diesem Jahr neben denen über 1500, 3000 und 5000 Meter eine weitere persönliche Bestzeit aufgestellt.

## Vereinszugehörigkeiten
Sam Parsons startet in Deutschland seit 2019 für die LG Eintracht Frankfurt und in den USA seit 2018 für das Tinman Elite Team in Boulder im US-Bundesstaat Colorado.

## Bestleistungen
(Stand: 28. Januar 2023)
Halle
- 1500 m: 3:41,97 min, Düsseldorf, 20. Februar 2019
- 1 Meile: 4:07,53 min, Clemson, 27. Januar 2017
- 3000 m: 7:44,99 min, New York City, 29. Januar 2022
- 5000 m: 13:12,78 min, Boston, 27. Januar 2023

Freiluft
- 1500 m: 3:37,46 min, Portland, 9. Juni 2019
- 1 Meile: 3:58,17 min, Wilmington, 9. April 2022
- 1 Meile (Straße): 3:58 min, New York City, 9. September 2018[6]
- 1 Meile (Straße): 3:55 min, New York City, 8. September 2019[7]
- 3000 m: 7:44,43 min, Luzern, 9. Juli 2019
- 5000 m: 13:21,17 min, San Juan Capistrano, 6. Mai 2022
- 10.000 m: 28:43,74 min, Stanford, 31. März 2017
- 5 km (Straße): 13:47 min, San José, 22. November 2018

## Erfolge
national (Deutschland)
- 2019: Deutscher Hallenmeister (3000 m)
- 2019: Deutscher Vizemeister (5000 m)
- 2022: Deutscher Vizehallenmeister (3000 m)

international (im DLV-Trikot)
- 2019: 12. Platz Halleneuropameisterschaften (3000 m)
- 2019: 23. Platz Weltmeisterschaften
- 2022: 13. Platz Weltmeisterschaften

## Trivia
Sam Parsons hat eine deutsche Mutter, weshalb er Anfang 2019 eingebürgert werden konnte.